# Lacombe, Aude

Lacombe este o comună în departamentul Aude din sudul Franței. În 1 ianuarie 2022 avea o populație de 184 de locuitori.